# 기원전 제2천년기
기원전 제2천년기는 기원전 2000년부터 기원전 1001년까지를 의미한다. 고대 근동에서는 중기에서 후기 청동기 시대로의 전환기를 가리킨다. 고대 근동 문화에서는 역사 시대에 속한다.
제2천년기 전반은 이집트 중왕국과 바빌로니아가 근동을 지배했다. 알파벳이 발전한다. 천년기 중반에는 미케네 그리스가 에게해를 지배하고 히타이트 제국이 부상하면서 새로운 질서가 나타난다. 천년기 말에는 후기 청동기 시대의 붕괴와 철기 시대로의 전환이 일어난다.
근동 외 세계의 다른 지역은 여전히 선사시대에 속한다. 유럽에서는 종형 비커 문화가 청동기 시대에 들어섰으며, 이는 인도유럽어족 확장과 관련이 있을 것으로 추정된다. 인도이란인의 확장은 이란고원과 인도 아대륙(베다 인도)까지 도달하여 전차의 사용을 전파한다. 메소아메리카는 선고전기 (올멕) 시대로 진입한다. 북아메리카는 후기 고대 시대에 속한다. 동남아시아 해양에서는 오스트로네시아인의 확장이 미크로네시아까지 도달한다. 사하라 이남 아프리카에서는 반투 확장이 시작된다.
세계 인구는 꾸준히 증가하여 이 때 쯤 처음으로 1억 명을 넘어섰다고 추정된다.

## 기원전 제2천년기의 세계

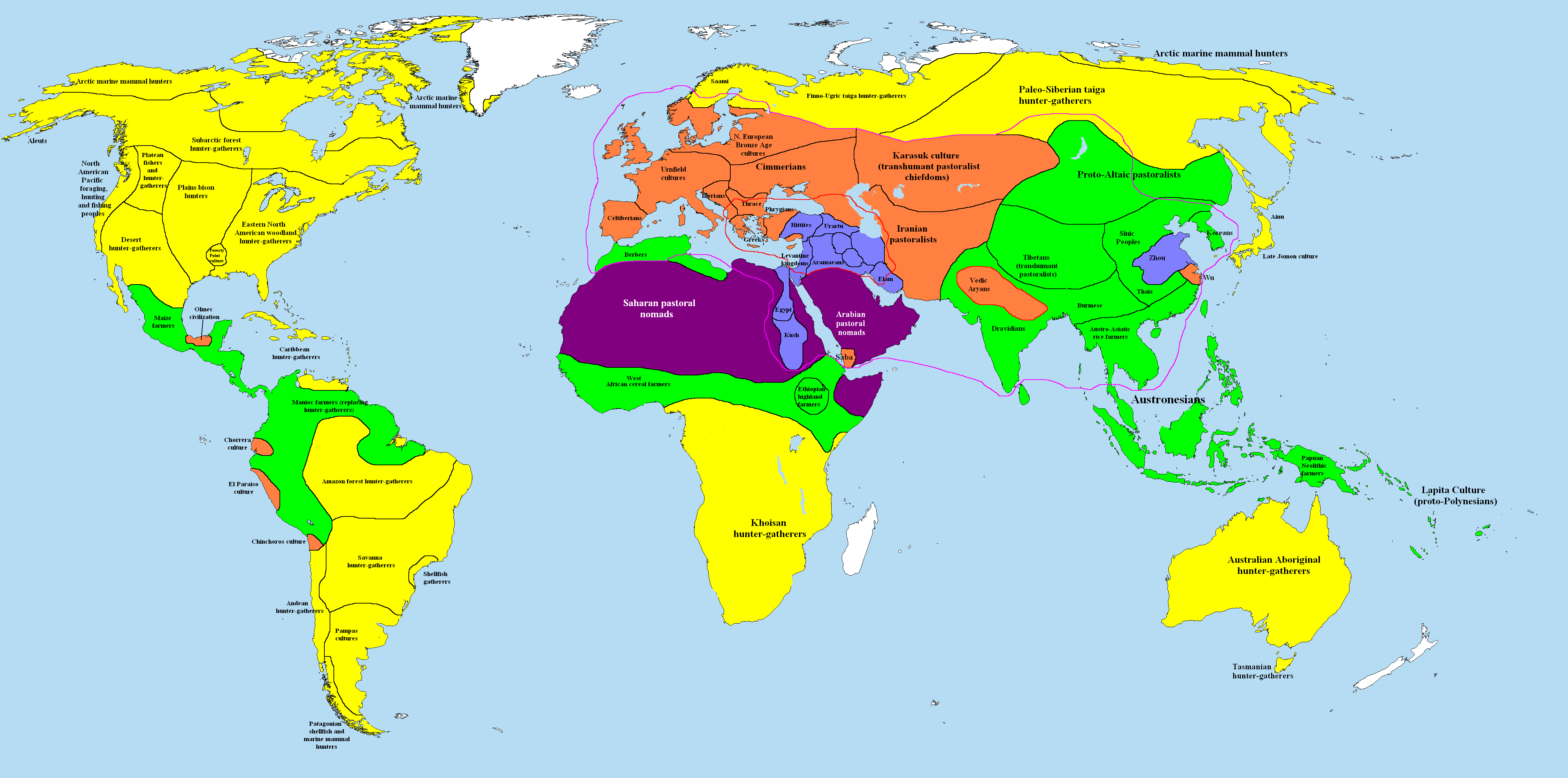
기원전 제2천년기 말 세계 지도. 문화 단계별 색상 구분은 다음과 같다.
구석기 또는 중석기 시대 수렵채집인
유목민
단순 농경 사회
복합 농경 사회(구세계 청동기 시대, 올멕, 안데스)
국가 사회(비옥한 초승달 지대, 중국)

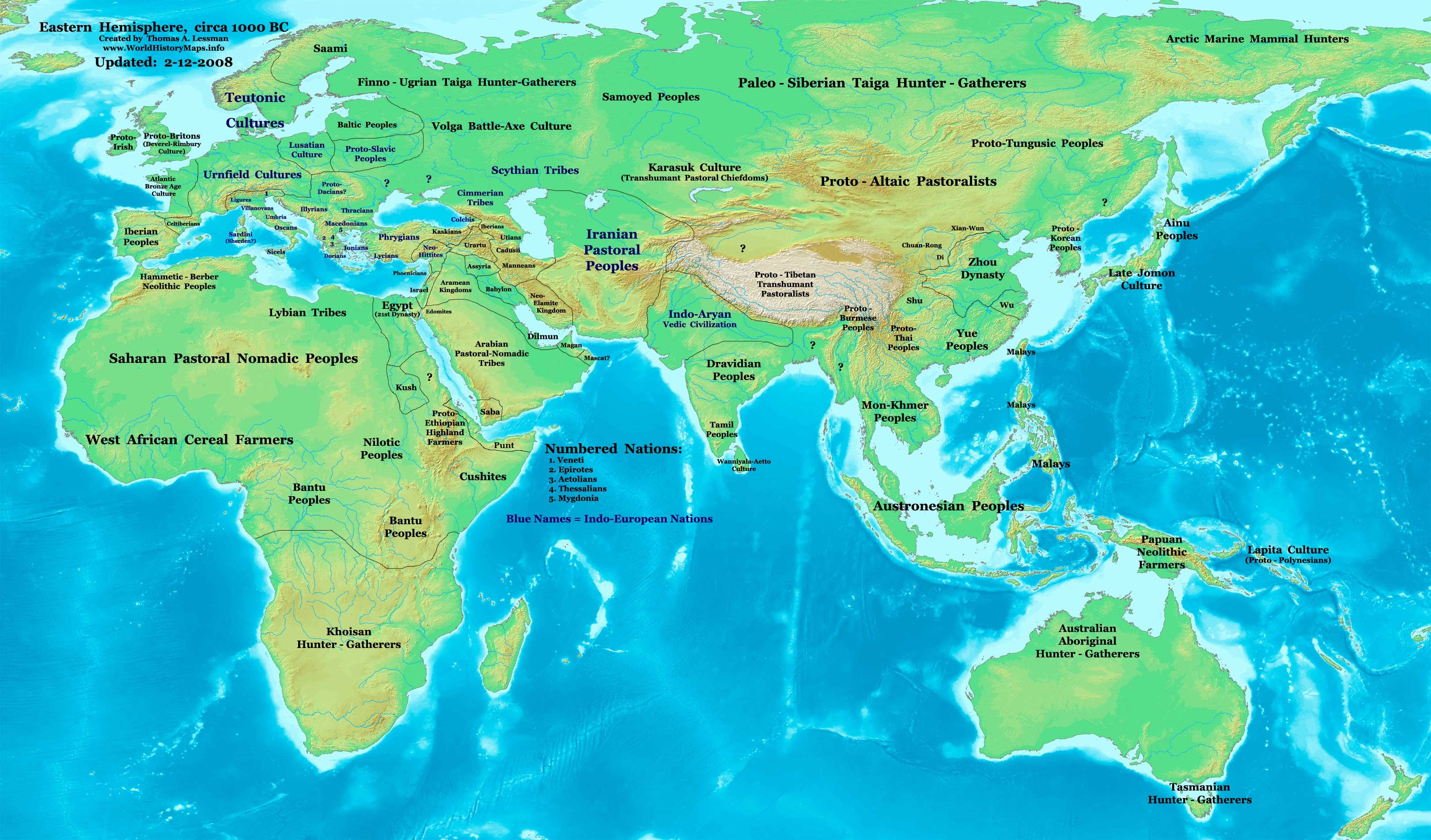
기원전 제2천년기 말 직후인 기원전 1000년 동반구 지도.

## 역사
근동 지역의 기원전 제2천년기 사건들의 연대 정확성과 해상도에 대한 논의는 근동의 고대사 연대학 문서를 참조하라.

### 중기 청동기 시대
기원전 제2천년기로 넘어가는 시기 존재했던 혼란스러운 상황에서 회복하는 데 대부분의 에너지를 소비한 당시의 가장 강력한 문명인 이집트와 메소포타미아는 보다 소박한 목표에 관심을 돌렸다. 이집트 중왕국의 파라오와 그들의 동시대인인 아모리인 출신의 바빌론 왕은 백성 사이에서 대체로 인기가 많고 검증된 통치를 행했으며, 우아한 예술과 건축을 선호했다. 동쪽으로 멀리 떨어진 인더스 문명은 심각하고 파괴적인 홍수 때문에 쇠퇴기에 접어들었다.
이집트와 바빌로니아의 군사 전술은 여전히 당나귀에 장비를 운반하는 보병에 기반을 두었다. 약한 경제와 질서 유지의 어려움이 결합되어 이 국가는 저항할 수 없는 외부 세력의 압력으로 인해 무너지고 있는 취약한 상황이었다.

#### 기원전 16세기의 불안
천년기 중반 약 1세기 전에 중앙아시아 평원에서 온 인도유럽 침략자 무리가 서아시아와 북동아프리카를 휩쓸었다. 그들은 평원 전쟁의 맥락에서 이전에 개발된 무기 체계인 말을 이용한 빠른 두 바퀴 전차를 타고 있었다. 이 전쟁 도구는 고전 문명에는 알려지지 않았다. 이집트와 바빌로니아의 보병은 침략자들을 방어할 수 없었다. 그 결과 기원전 1630년 힉소스가 나일강 삼각주를 휩쓸었고, 기원전 1595년 히타이트가 메소포타미아를 휩쓸었다.

### 후기 청동기 시대
현지 사람들은 새로운 전술에 빠르게 적응했고, 이 변화로 새로운 국제 정세가 형성되었다. 비록 기원전 제2천년기 후반 대부분 동안 여러 지역 강대국들이 헤게모니를 놓고 끊임없이 경쟁했지만, 그 와중 많은 발전이 있었다. 웅장한 건축물에 대한 새로운 강조, 새로운 의상 유행, 점토판에 생생한 외교 서신, 재개된 경제 교류가 있었으며 당시 신왕국 이집트가 주요 초강대국의 역할을 했다. 당시의 강대국 중 바빌론만이 전투에 참여하지 않았는데, 이는 주로 세계의 종교 및 지적 수도라는 새로운 위치 때문이었다.
청동기 시대 문명은 마지막 시기에 모든 특징적인 사회적 특성을 보여주었다. 대표적으로 낮은 도시화 수준, 사원이나 왕궁 중심의 작은 도시, 문맹 농민과 장인 대중, 강력한 군사 정예 사이의 엄격한 계층 분리, 소수의 필경사에게만 허용된 글쓰기 및 교육 지식, 뚜렷한 귀족적 생활 등이 있다.
기원전 제2천년기 말경, 이번에는 말을 탄 야만족의 새로운 물결이 청동기 시대 세계를 완전히 파괴했고, 이는 다른 시대의 시작을 알리는 사회 변화의 물결로 이어졌다. 또한 변화에 기여한 것은 지중해의 해상 약탈자인 바다 민족이었다.

## 제국과 왕조

기원전 제2천년기 말경 고대 근동의 제국들

- 고대 근동
  - 이집트 중왕국
  - 이집트 신왕국
  - 아시리아 고왕국
  - 아시리아 중왕국
  - 엘람
  - 아나톨리아의 히타이트 고왕국
- 베다 인도
  - 쿠루 왕국[2]
- 청동기 시대 중국
  - 상나라
  - 주나라
- 아프리카
  - 푼트

## 선사 문화
유럽

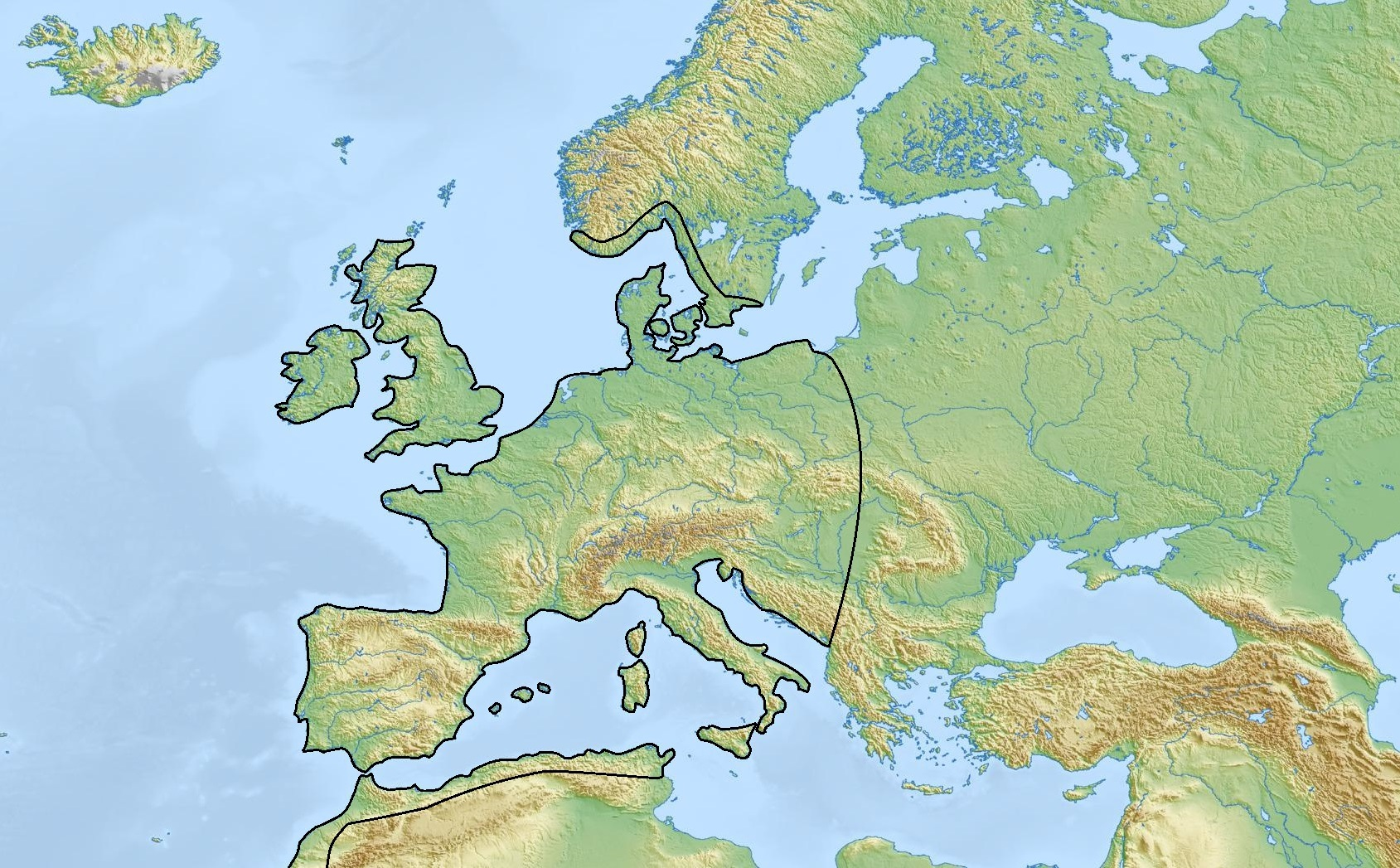
유럽의 종형 비커 문화의 대략적인 확산 범위

유럽은 여전히 전부 선사시대에 속한다. 유럽의 대부분은 제2천년기 초에 청동기 시대로 진입한다.
- 에게 문명
  - 키클라데스 문명
  - 헬라딕 시대
  - 미노스 문명
  - 미케네 문명
- 청동기 시대에 흔히 보이는 선돌의 여성상종형 비커 문화
- 테라마레 문화
- 분구문화
- 우네티체 문화
- 언필드 문화

중앙아시아
- 안드로노보 문화
- 옥서스 문명

동아시아
- 얼리터우 문화
- 우청 문화

남아시아
- 아하르-바나스 문화
- H 묘지 문화
- 인더스 문명
- 조르웨 문화
- 말와 문화
- 오커 색깔 토기 문화

아메리카
- 올멕

사하라 이남 아프리카

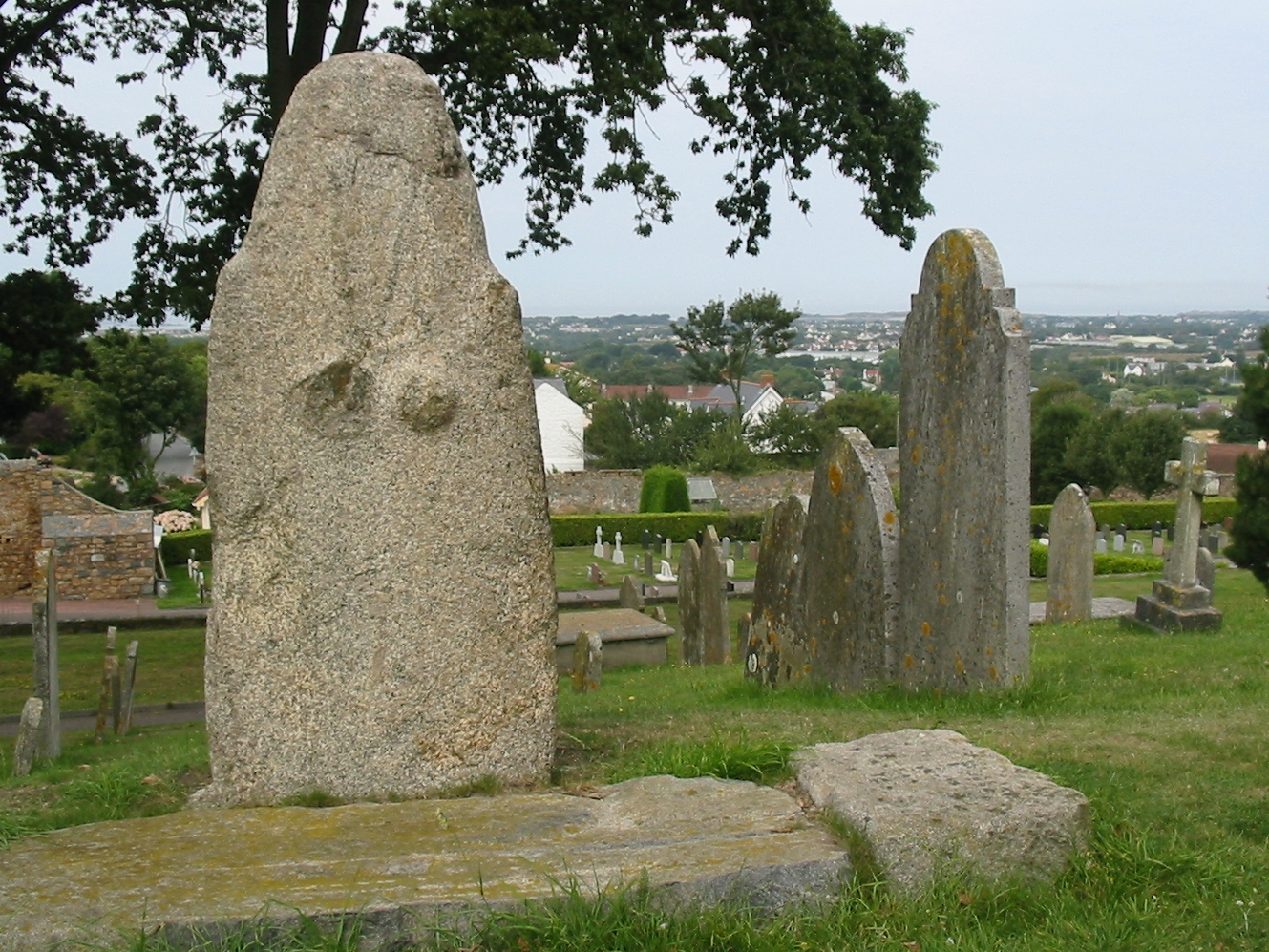
청동기 시대에 흔히 보이는 선돌의 여성상

중국의 얼리터우 문화의 대략적인 확산 범위

사하라 사막의 건조화가 완료되었다. 사하라의 건조화로 인한 확장을 통해 사하라 이남 아프리카의 신석기화가 시작되어 서부와 동부 아프리카에 도달한다. 기원전 제2천년기 후반에는 목축업과 철기 야금술이 반투족 이주를 통해 중앙 아프리카로 확산된다.
- 케르마 문화
- 사바나 목축 신석기 시대
- 녹 문화

## 사건

기원전 1500년경 테라 화산 폭발이 일어난 오늘날의 산토리니섬의 항공 사진

- 기원전 2000년경 - 세이마-투르비노 현상.[4]
- 기원전 1700년~기원전 1300년경 - 크레타 크노소스에 궁전 복합체 건설.
- 기원전 1700년경 지진으로 크노소스와 파이스토스의 궁전 피해.
- 기원전 1627년 - 미노스 화산 분화.
- 기원전 17세기~기원전 14세기경 - 이집트의 가나안과 시리아 지배.
- 기원전 1575년경 - 누비아의 케르마 왕국이 이집트를 약탈.
- 기원전 1500년경 - 테라 화산 폭발.[3]
- 기원전 1500년경 - 에스토니아 칼리 충돌구를 형성한 운석 충돌이 발생.
- 기원전 1500년경 - 반투족이 중앙, 동부, 남부 아프리카 전역으로 확장.[5]
- 기원전 1520년 - 이집트가 누비아를 정복.
- 기원전 1478년 - 고대 이집트인과 가나안인 사이의 메기도 전투.
- 기원전 1269년 - 람세스 2세와 하투실리 3세가 평화 조약 체결.
- 기원전 1274년 - 고대 이집트인과 히타이트 사이의 카데시 전투.
- 기원전 1250년경 - 트로이 VII의 파괴.
- 기원전 1045년 - 중국에서 주나라 건국.

## 발명, 발견, 도입
- 중국 갑골 문자.

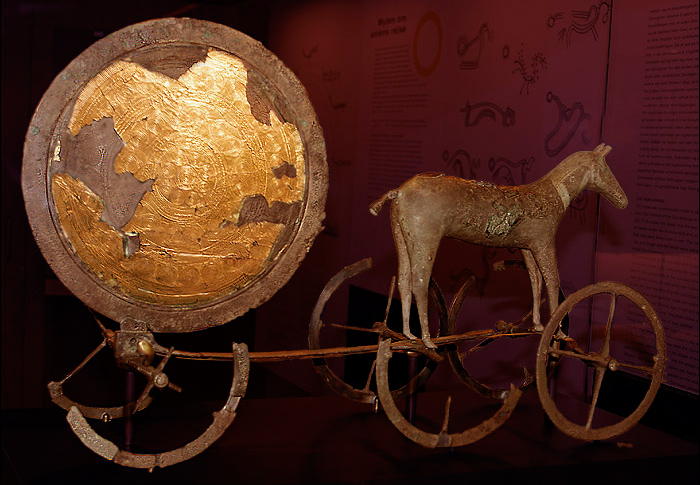
트룬드홀름 태양 수레의 금도금된 면.

- 텀블 연마: 인도인은 기원전 10세기에 연마 방법을 발명했다.
- 다이아몬드 드릴: 기원전 12세기 또는 기원전 7세기에 인도인은 다이아몬드 팁 드릴의 사용을 혁신했을 뿐만 아니라 구슬 제작을 위한 이중 다이아몬드 팁 드릴을 발명했다.
- 페니키아 문자.
- 네브라 하늘원반, 알려진 가장 오래된 우주 시각 표현.
- 새로운 철 제련 및 야금 기술의 발견.[6][7]
- 바퀴살이 있는 전차.[8]
- 중국 서부 투루판시의 무덤에서 발견된 가장 오래된 바지.

## 언어

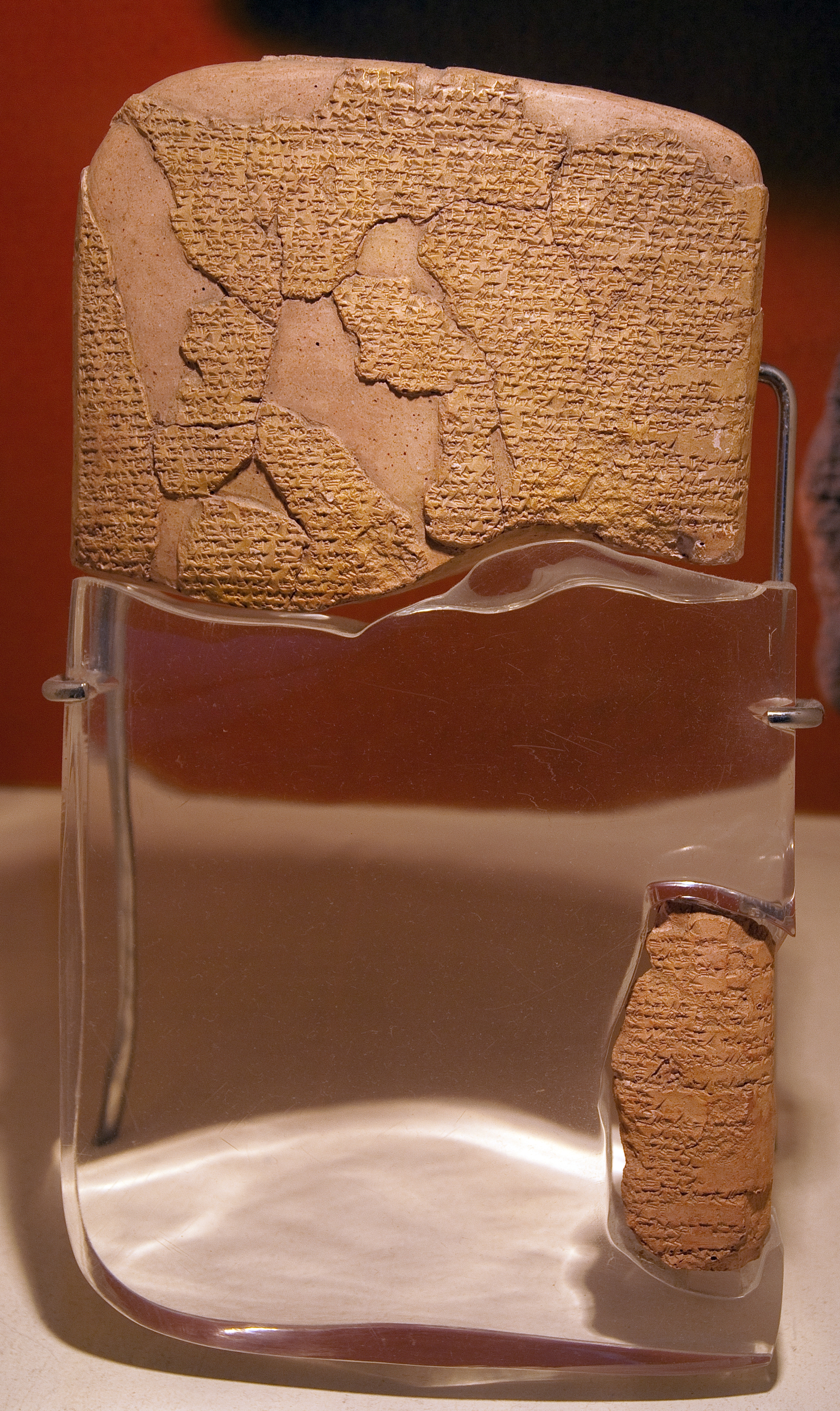
카데시 평화 협정은 가장 오래된 국제 협정으로 여겨진다. 사진은 이스탄불 고고학 박물관에 전시 중인 카데시 평화 협정문 원본.

이집트어의 역사에서 기원전 제2천년기 초에는 고대 이집트어에서 중대 이집트어로의 전환이 있었다. 고대 이집트어의 가장 많이 사용되는 문자 형태로, 종종 (잘못 지칭해서) 단순히 "신성문자"로 불린다.
가장 초기에 입증된 인도유럽어족 언어인 히타이트어는 기원전 16세기에 쐐기 문자로 처음 나타나며 (아니타 텍스트), 기원전 13세기에 기록에서 사라진다. 히타이트어는 멸종된 아나톨리아어파 중 가장 잘 알려지고 가장 많이 연구된 언어이다.
첫 번째 북서셈어군 언어인 우가리트어는 기원전 14세기에 확실히 나타난다. 이집트 신성문자에서 발전한 첫 번째 완전한 음소 문자 원시 가나안 문자는 기원전 1200년경 페니키아 문자가 된다. 페니키아 문자는 페니키아 해상 상인들을 통해 지중해 전역으로 퍼져 세계에서 가장 널리 사용되는 문자 체계 중 하나가 되었으며, 거의 모든 알파벳 문자 체계의 모체가 되었다. 페니키아어는 또한 가나안어 중 첫 번째 언어로, 가나안 지역의 고대 민족들인 이스라엘 민족, 페니키아인, 아모리인, 암몬인, 모압인, 에돔인이 사용했던 북서셈어군 언어이다.
그리스어의 가장 오래된 형태인 미케네 그리스어는 미케네 시대에 그리스 본토, 크레타 및 키프로스에서 사용되었다.

## 세기 및 10년 단위
| 기원전 20세기 | 기원전 1990년대 | 기원전 1980년대 | 기원전 1970년대 | 기원전 1960년대 | 기원전 1950년대 | 기원전 1940년대 | 기원전 1930년대 | 기원전 1920년대 | 기원전 1910년대 | 기원전 1900년대      |
| 기원전 19세기 | 기원전 1890년대 | 기원전 1980년대 | 기원전 1870년대 | 기원전 1860년대 | 기원전 1850년대 | 기원전 1840년대 | 기원전 1830년대 | 기원전 1820년대 | 기원전 1810년대 | 기원전 1800년대      |
| 기원전 18세기 | 기원전 1790년대 | 기원전 1780년대 | 기원전 1770년대 | 기원전 1760년대 | 기원전 1750년대 | 기원전 1740년대 | 기원전 1730년대 | 기원전 1720년대 | 기원전 1710년대 | 기원전 1700년대      |
| 기원전 17세기 | 기원전 1690년대 | 기원전 1680년대 | 기원전 1670년대 | 기원전 1660년대 | 기원전 1650년대 | 기원전 1640년대 | 기원전 1630년대 | 기원전 1620년대 | 기원전 1610년대 | 기원전 1609~1600년대 |
| 기원전 16세기 | 기원전 1590년대 | 기원전 1580년대 | 기원전 1570년대 | 기원전 1560년대 | 기원전 1550년대 | 기원전 1540년대 | 기원전 1530년대 | 기원전 1520년대 | 기원전 1510년대 | 기원전 1509~1500년대 |
| 기원전 15세기 | 기원전 1490년대 | 기원전 1480년대 | 기원전 1470년대 | 기원전 1460년대 | 기원전 1450년대 | 기원전 1440년대 | 기원전 1430년대 | 기원전 1420년대 | 기원전 1410년대 | 기원전 1409~1400년대 |
| 기원전 14세기 | 기원전 1390년대 | 기원전 1380년대 | 기원전 1370년대 | 기원전 1360년대 | 기원전 1350년대 | 기원전 1340년대 | 기원전 1330년대 | 기원전 1320년대 | 기원전 1310년대 | 기원전 1309~1300년대 |
| 기원전 13세기 | 기원전 1290년대 | 기원전 1280년대 | 기원전 1270년대 | 기원전 1260년대 | 기원전 1250년대 | 기원전 1240년대 | 기원전 1230년대 | 기원전 1220년대 | 기원전 1210년대 | 기원전 1209~1200년대 |
| 기원전 12세기 | 기원전 1190년대 | 기원전 1180년대 | 기원전 1170년대 | 기원전 1160년대 | 기원전 1150년대 | 기원전 1140년대 | 기원전 1130년대 | 기원전 1120년대 | 기원전 1110년대 | 기원전 1109~1100년대 |
| 기원전 11세기 | 기원전 1090년대 | 기원전 1080년대 | 기원전 1070년대 | 기원전 1060년대 | 기원전 1050년대 | 기원전 1040년대 | 기원전 1030년대 | 기원전 1020년대 | 기원전 1010년대 | 기원전 1009~1000년대 |